# Henk Mariman
Henk Mariman est un footballeur belge, qui dut arrêter sa carrière très jeune à la suite d'une grave blessure au genou. Il devint ensuite entraîneur de jeunes, entraîneur assistant pour différentes équipes "sénior", et enfin directeur sportif, poste qu'il occupe au FC Bruges depuis le 17 janvier 2011.

## Carrière
Henk Mariman jouait au poste de gardien de but dans différents clubs de provinciales est- et ouest-flandriennes. Mais à 20 ans, une grave blessure au genou le força à arrêter sa carrière. Voulant tout de même rester dans le monde du football, il entreprend de passer ses diplômes d'entraîneur, et part suivre les cours aux Pays-Bas.
Il commence sa carrière d'entraîneur en prenant en mains les scolaires du SK Gerda, où il est remarqué par Paul Put, qui le débauche pour en faire son adjoint au Sint-Niklaasse SK. Ensuite, Mariman travaille pour différents clubs de division 1, comme Lokeren ou le Germinal Beerschot. C'est dans ce club qu'il rencontre Urbain Haesaert, alors directeur de la formation des jeunes. Henk Mariman le suit lorsqu'il quitte le club de la métropole pour l'Ajax Amsterdam, en 2004. Dans le club ajacide, il est chargé du scouting en Belgique, dans la cellule dirigée par Haesaert.
En mai 2007, Mariman rentre en Belgique, plus précisément au Club de Bruges, où il prend la tête de l'école des jeunes, la Club Academy. En janvier 2011, il devient directeur sportif à la suite du licenciement de Luc Devroe.